# Acacia latescens
Acacia latescens är en ärtväxtart som beskrevs av George Bentham. Acacia latescens ingår i släktet akacior, och familjen ärtväxter. Utöver nominatformen finns också underarten A. l. grandifolia.